# Fidel László
Fidel László (Vác, 1965. június 29. –) ötszörös világbajnok és olimpiai ezüstérmes magyar kajakozó.

## Pályafutása
Fidel László a Váci Hajó SE színeiben kezdett el kajakozni, majd a Székesfehérvári Könnyűfém SE versenyzője lett. Férfi kajak négyes 1000 méteren négyszeres világbajnok (1986, 1987, 1990, 1991), egyszeres olimpiai ezüstérmes (1992), valamint férfi K2 500 méteren lett 1987-ben világbajnok. Kétszeres magyar bajnok.

## Elismerései
- A Magyar Érdemrend lovagkeresztje (2018)